# Salvia exserta
Salvia exserta là một loài thực vật có hoa trong họ Hoa môi. Loài này được Griseb. miêu tả khoa học đầu tiên năm 1879.